# Marian Feter
Marian Feter (* 13. března 1946, Bydhošť) je bývalý polský hokejový obránce. 

## Hráčská kariéra

### Klubová kariéra
Hrál za Polonii Bydhošť (507 zápasů a 67 gólů) a za Richmond Rifles (EHL).

### Reprezentační kariéra
Polsko reprezentoval na olympijských hrách v roce 1972 a na 4 turnajích mistrovství světa v letech 1970, 1971, 1972 a 1975. Celkem za polskou reprezentaci nastoupil v letech 1970-1975 v 78 utkáních a dal 5 gólů.